# Tinospora crispa
Tinospora crispa là một loài thực vật có hoa trong họ Biển bức cát. Loài này được (L.) Hook. f. & Thomson miêu tả khoa học đầu tiên năm 1855.

## Hình ảnh

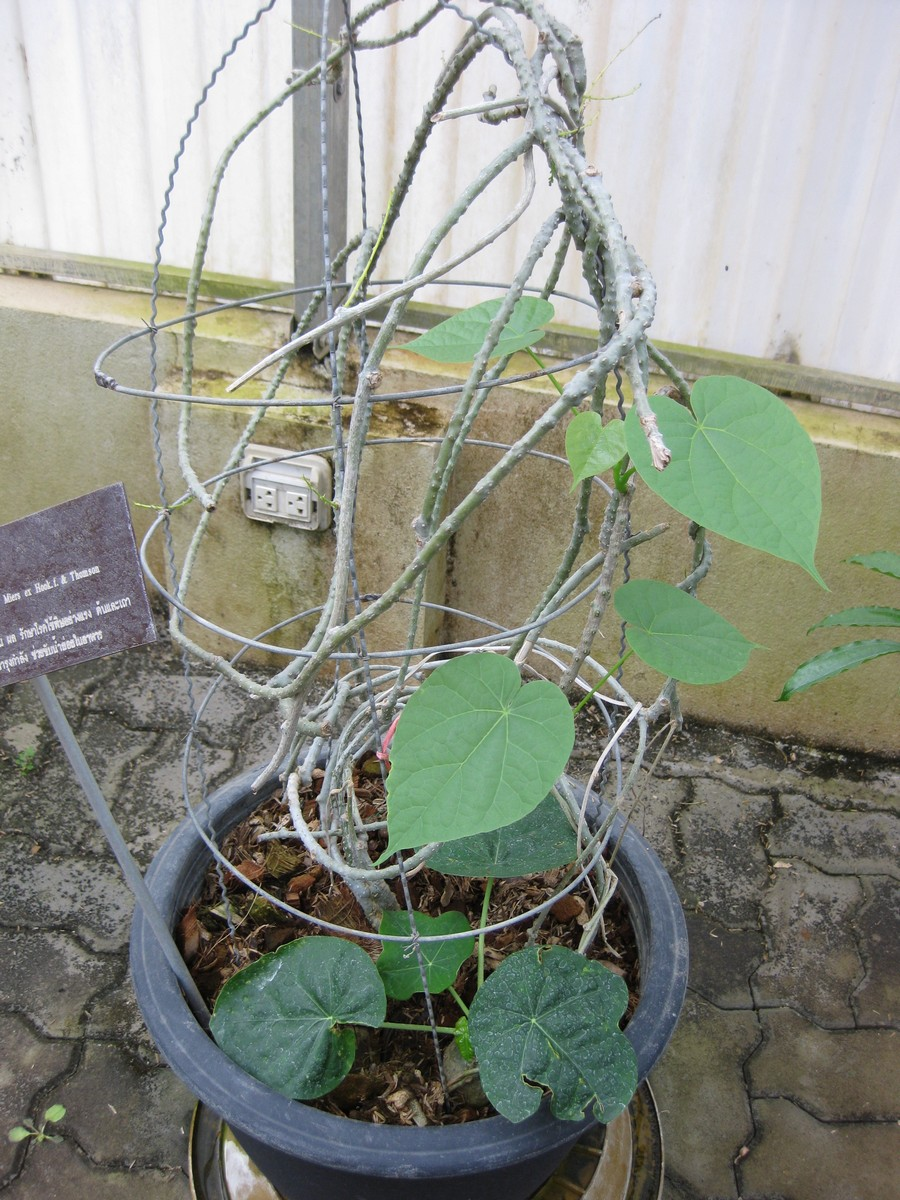
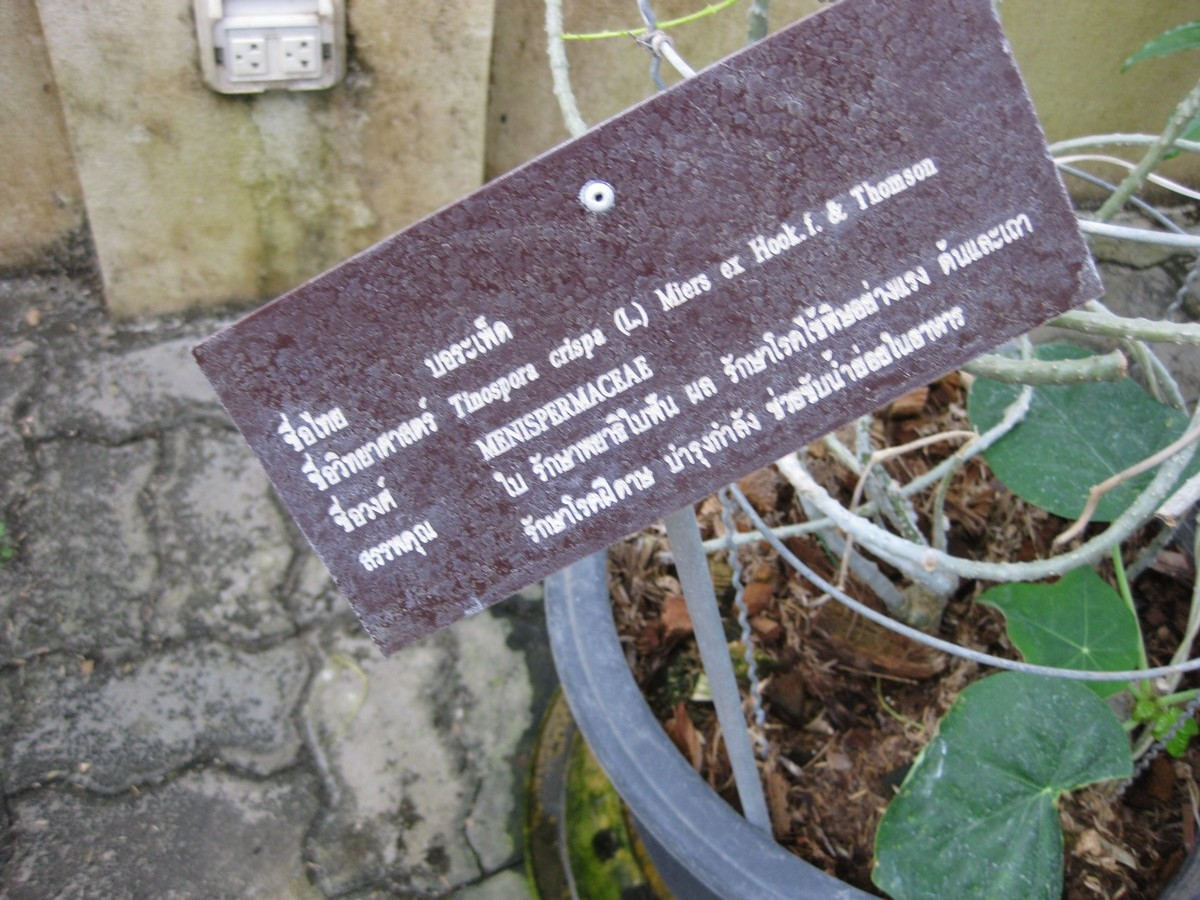
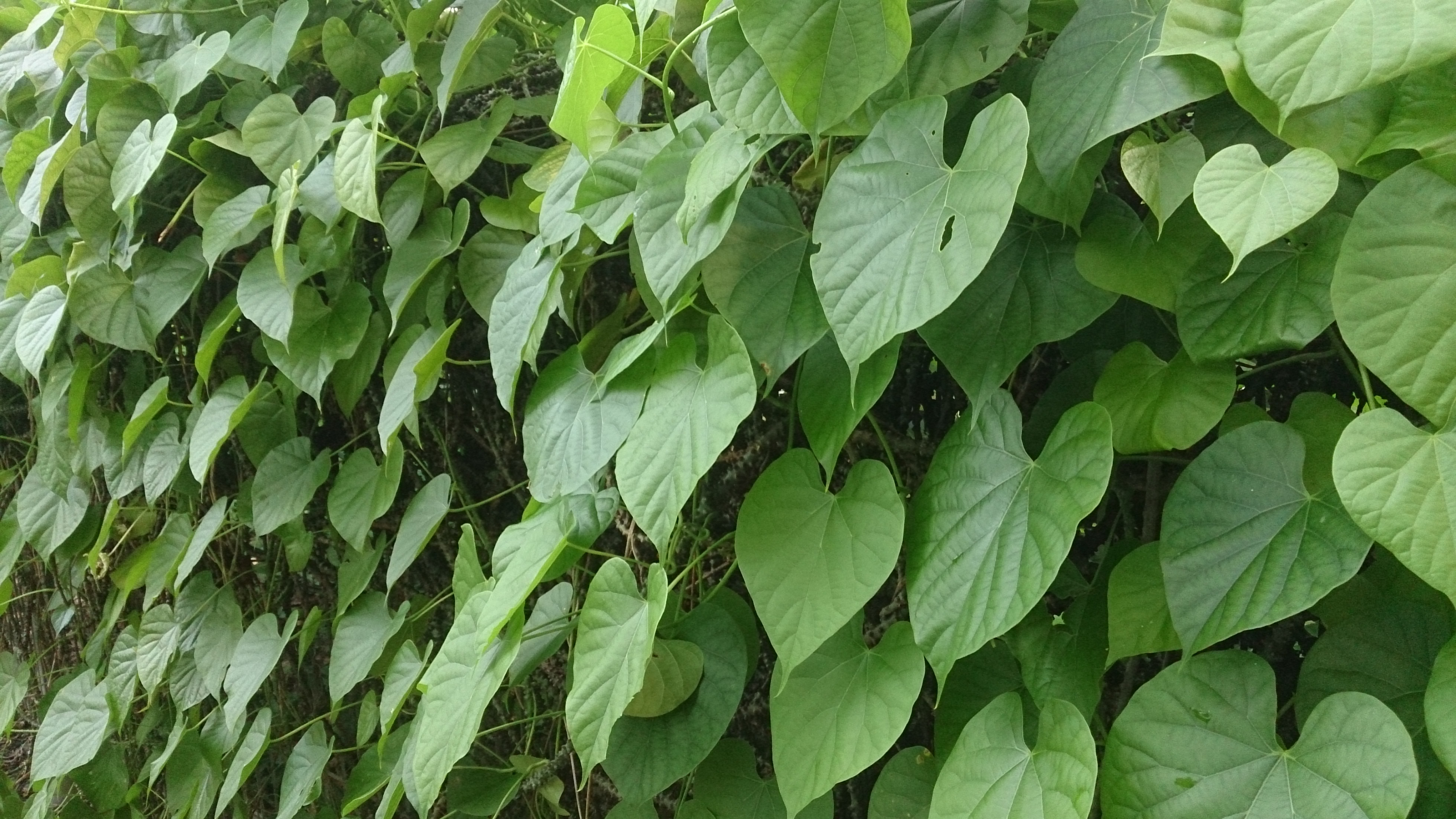
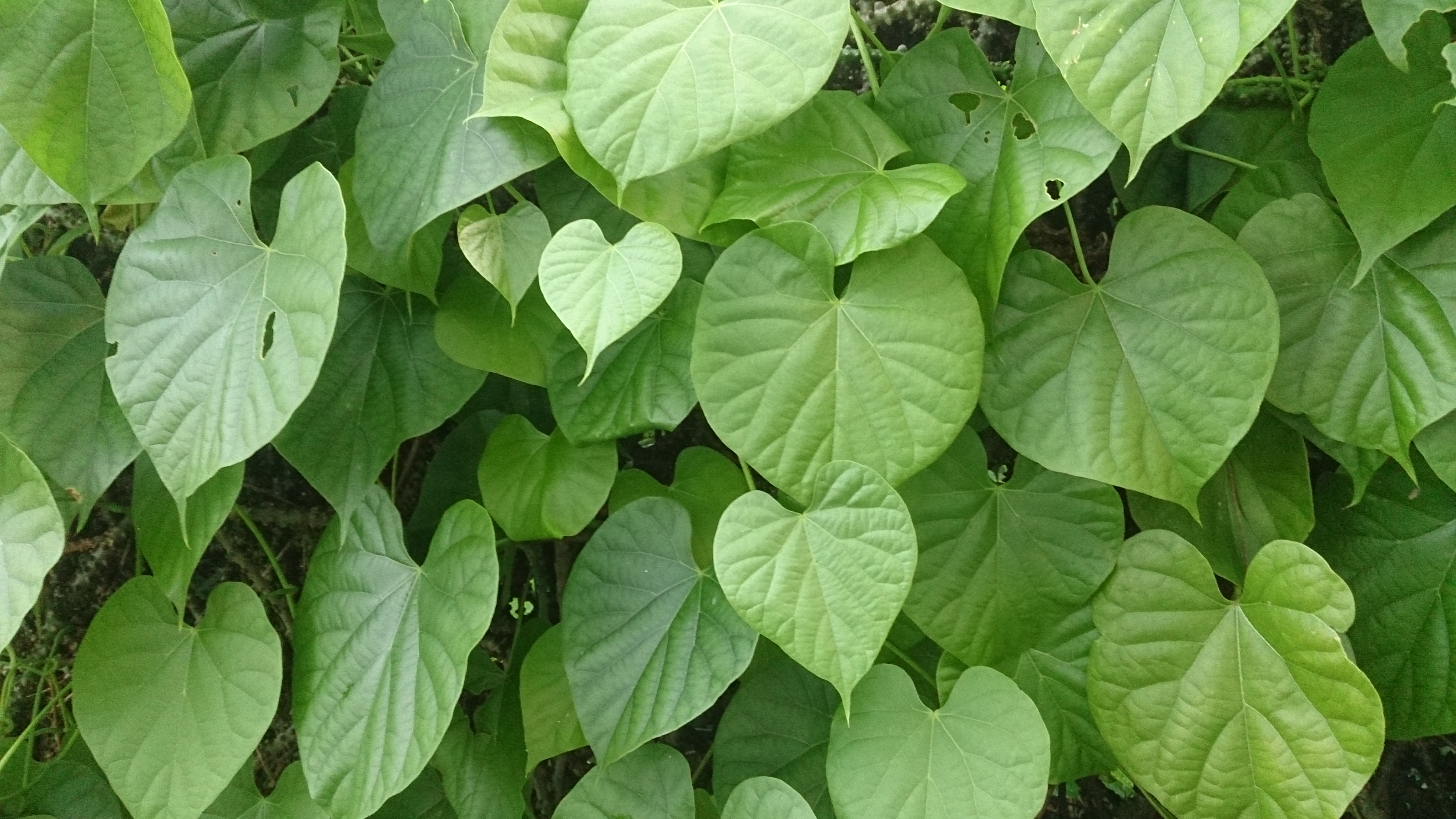